# Autostrada A40 (Franța)
În Franța, autostrada A40 leagă Mâcon de Passy (Haute-Savoie) prin Annemasse, aproape de Geneva. A fost deschisă definitiv circulației în anul 1990.
După Passy, aceasta se prelungește până la Chamonix și la tunelul Mont Blanc sub forma drumului expres RN 205. Include douăsprezece viaducte și patru tuneluri cu două tuburi. Este concesionată companiilor Autoroutes Paris-Rhin-Rhône (APRR) de la autostrada A6 până la Valserhône și Autoroutes et Tunnel du Mont-Blanc (ATMB) între Valserhône și Passy (L'Abbaye).
Această autostradă este supranumită „Autoroute Blanche” între Valserhône și Passy și „Autoroute des Titans” între Bourg-en-Bresse și Valserhône.

## Caracteristici
- 2 × 2 benzi.
- 2 × 3 benzi între autostrăzile A42 și A39 (pe o distanță de 21 km).
- Lungime totală: 205 kilometri A40 + 21 kilometri RN205.
- Secțiune gratuită de 12 km între A41 (Saint-Julien-en-Genevois) și A411 (Annemasse).
- Secțiune gratuită de 6 km între nodurile Mâcon-centru și Replonges.
- Secțiune gratuită de 10 km între Passy și Sallanches.
- Restul autostrăzii este cu plată.

## Istoric

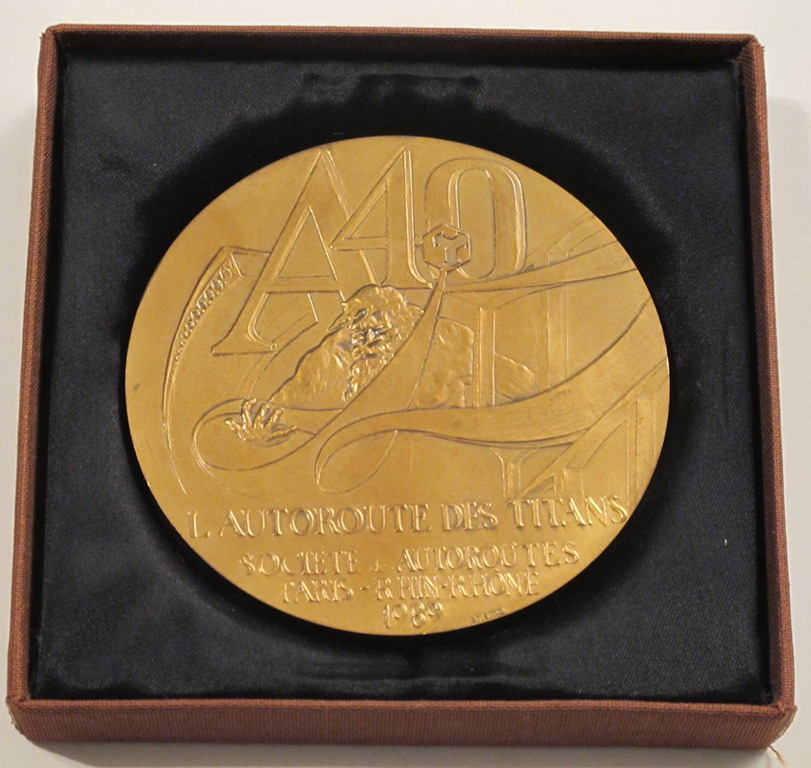
Medalie comemorativă pentru inaugurarea autostrăzii „des Titans”, decembrie 1989.

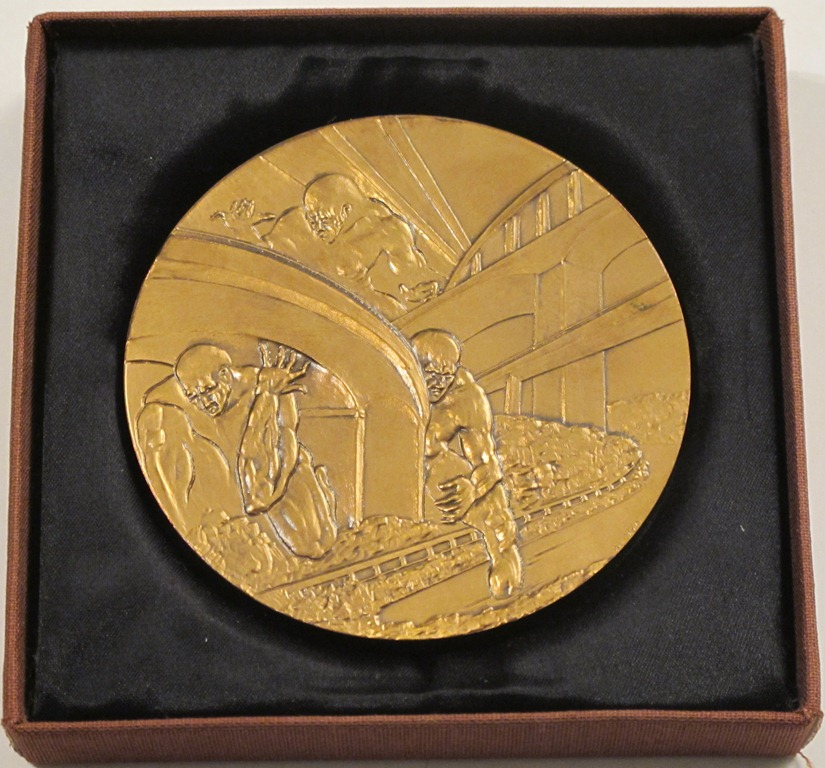
Medalie comemorativă pentru inaugurarea autostrăzii „des Titans”, decembrie 1989.

### Autoroutes et tunnel du Mont-Blanc
Partea autostrăzii care începe de la granița cu Elveția, în suburbia franceză a orașului Geneva, și se îndreaptă spre Chamonix-Mont-Blanc a fost construită pentru a facilita accesul către văile alpine ale Arve, Chamonix, val Montjoie, val d'Arly, Giffre etc., precum și către orașele și stațiunile lor de sporturi de iarnă. De asemenea, această porțiune asigură un acces mai bun la tunelul Mont Blanc, deschis circulației în 1965.
Astfel:
- Secțiunea dintre Geneva-Vallard și Bonneville a fost inaugurată în 1973;
- Prelungită până la Cluses în 1974;
- Extinsă până la Sallanches în 1975;
- Ajungând la Passy în 1976, secțiune inaugurată de premierul Jacques Chirac.
- În cele din urmă, în 1982, secțiunea de 50 de kilometri dintre Valserhône și Annemasse a fost deschisă. Toate aceste secțiuni erau marcate la acea vreme cu numărul B41.

Traversând fundul plat al văii Arve și oprindu-se înainte de primele formațiuni de relief la poalele cheilor Arve, această porțiune de autostradă nu a necesitat lucrări de mare amploare, cu excepția construcției a două poduri mari peste râul Arve și a unui tunel la intrarea în defileul Arve de la Cluses. În schimb, drumul național 205, care prelungește autostrada A40 până la Chamonix-Mont-Blanc, include mai multe structuri complexe, precum tuneluri și viaducte.
La sfârșitul anilor 2000, compania ATMB a realizat mai multe lucrări pentru a îmbunătăți accesul orașelor din valea Arve la autostradă, între Bonneville și Passy.
Nodul rutier 21 din Passy, completat, a fost inaugurat pe 21 octombrie 2008. Proiectul a inclus crearea a două sensuri giratorii pe drumul departamental 339, în comuna Passy. Costul acestor lucrări a fost de trei milioane de euro.
Mai la nord, nodul rutier 20 a fost finalizat pe 11 septembrie 2009 pentru a reduce traficul în centrul orașului Sallanches. Două sensuri giratorii au fost create pe RD 1205: unul în decembrie 2008 pentru direcția Geneva și altul în ianuarie 2009 pentru direcția Chamonix-Mont-Blanc. Costul acestui proiect a fost de 8,8 milioane de euro.
În cele din urmă, din 11 decembrie 2009, nodul rutier 17, numit Bonneville-Est, a devenit accesibil în ambele sensuri. Aceste lucrări au avut un cost de 14,2 milioane de euro.

## Autoroutes Paris-Rhin-Rhône (APRR)
Prima secțiune deschisă și concesionată companiei APRR, între nodurile rutiere 5 (Attignat) și 7 (Tossiat), pe o distanță de 20 km, a fost inaugurată la mijlocul anului 1985. Aceasta a fost prelungită până la nodul rutier 9 de la lacul Sylans (cu 61 km suplimentari) la sfârșitul anului 1986.
Secțiunea dintre Replonges (nodul rutier 3) și Attignat (nodul rutier 5) a fost deschisă în 1987, pe o distanță de 27 km. La sfârșitul anului 1989, a fost dată în folosință secțiunea Sylans – Châtillon-en-Michaille (Valserhône), de 13 km. La inaugurare, președintele francez François Mitterrand a numit-o „Autostrada Titanilor”. Conexiunea cu autostrada A6 (3 km) a fost finalizată în octombrie 1990.
În cele din urmă, în 1995, au fost dublate tunelul Chamoise și viaductele Nantua și Neyrolles.
Secțiunea vestică, de la A6 la A42, a purtat numărul F42. Secțiunea estică, înainte de unificarea sub numărul A40, era de asemenea o secțiune a A42.

## Traseu
| De la A6 până la ieșirea 1; secțiune cu taxă în sistem închis, concesionată companiei APRR.                 | |                      |
| A6 E15 E21                                                                                                  | |                      |
| Intersecție                                                                                                 | Nod rutier între A6 și A40: Chalon-sur-Saône, Dijon, Paris (nod rutier parțial).                                                                           | A6                   |
| A40 E21 | |                      |
| 1 - Mâcon-centre                                                                                            | Orașe deservite: A6 (Moulins, Lyon), Mâcon (nod rutier parțial).                                                                                           | RD906 A6             |
| De la ieșirea 1 până la ieșirea 3; secțiune gratuită, dar cu bilet, concesionată companiei APRR.            | |                      |
| | Trecerea din departamentul Saône-et-Loire în departamentul Ain. Trecerea din regiunea Bourgogne-Franche-Comté în regiunea Auvergne-Rhône-Alpes.            |                      |
| 2 - Feillens                                                                                                | Orașe deservite: Pont-de-Vaux, Pont-de-Veyle, Saint-Laurent-sur-Saône.                                                                                     |                      |
| 3 - Replonges                                                                                               | Orașe deservite: Pont-de-Veyle, Vonnas, Saint-Laurent-sur-Saône.                                                                                           | RD1079               |
| De la ieșirea 3 până la ieșirea 10; secțiune cu taxă în sistem închis, concesionată companiei APRR.         | |                      |
| Intersecție                                                                                                 | Nod rutier între A406 și A40: Mâcon-sud, Cluny, Moulins (nod rutier parțial).                                                                              | A406 E62             |
| A40 E21 E62                                                                                                 | |                      |
| | Zone de odihnă: Les Planons (sens Mâcon-Chamonix) ; Musée de la Bresse (sens Chamonix-Mâcon).                                                              |                      |
| 4 - Saint-Genis-sur-Menthon                                                                                 | Orașe deservite: Saint-Genis-sur-Menthon, Vonnas (nod rutier parțial).                                                                                     | RD1079               |
| 5 - Bourg-nord                                                                                              | Orașe deservite: Bourg-en-Bresse, Montrevel-en-Bresse. | RD1479               |
| Intersecție                                                                                                 | Nod rutier între A39 și A40: A5 (Paris), Strasbourg, Lille, Dijon, Lons-le-Saunier.                                                                        | A39 A5               |
| 6 - Viriat                                                                                                  | Orașe deservite: Bourg-en-Bresse, Treffort-Cuisiat, Saint-Étienne-du-Bois.                                                                                 | RD1083               |
| | Zone de servicii: Bourg-Teyssonge (sens Mâcon-Chamonix) ; Bourg-Jasseron (sens Chamonix-Mâcon).                                                            |                      |
| 7 - Bourg-sud                                                                                               | Orașe deservite: Bourg-en-Bresse, Tossiat. | RD1075               |
| | Zone de odihnă: Certines (sens Mâcon-Chamonix) ; Tossiat (sens Chamonix-Mâcon).                                                                            |                      |
| Intersecție                                                                                                 | Nod rutier între A42 și A40: Grenoble, Chambéry, Lyon, Aeroportul Lyon–Saint Exupéry.                                                                      | A42                  |
| | Zonă de odihnă: Neuville-sur-Ain (sens Chamonix-Mâcon). |                      |
| | Viaductul Poncin (566 m). |                      |
| | Zone de servicii: Ceignes-Cerdon (sens Mâcon-Chamonix) ; Ceignes-Haut-Bugey (sens Chamonix-Mâcon).                                                         |                      |
| | Col de Ceignes (646 m) |                      |
| | 6 % pe o distanță de 3 km (pantă descendentă în direcția Mâcon > Chamonix).                                                                                |                      |
| Intersecție                                                                                                 | Nod rutier între A404 și A40: Oyonnax, Nantua. | A404                 |
| 8 - Saint-Martin-du-Fresne                                                                                  | Oraș deservit: Hauteville-Lompnès. | RD1084               |
| | Tunelul Chamoise (3300 m). Înălțime limitată: 4,4 m. |                      |
| | Viaductul Nantua (1000 m). |                      |
| | Viaductul Neyrolles (780 m). |                      |
| | Limitare la 110 km/h (sens Chamonix > Mâcon). |                      |
| 9 - Sylans                                                                                                  | Orașe deservite: Saint-Germain-de-Joux, Nantua. | RD1084               |
| | Zone de odihnă: Le Lac (Mâcon-Chamonix) ; Les Neyrolles (Chamonix-Mâcon).                                                                                  |                      |
| | Viaductul Glacières (220 m). |                      |
| | Viaductul Sylans (1300 m). |                      |
| | Viaductul Charix (525 m). |                      |
| | 6 % pe o distanță de 3 km (pantă descendentă în direcția Mâcon > Chamonix).                                                                                |                      |
| | Viaductul Lalleyriat (200 m). |                      |
| | Viaductul Frébuge (450 m). |                      |
| | Tunelul Saint-Germain-de-Joux (1300 m). Înălțime limitată: 4,5 m.                                                                                          |                      |
| | Viaductul Tacon (320 m). |                      |
| | Tunelul Châtillon (740 m). |                      |
| | Viaductul Châtillon (210 m). |                      |
| | Zone de odihnă: La Michaille (Mâcon-Chamonix) ; La Semine (sens Chamonix-Mâcon).                                                                           |                      |
| | 6 % pe o distanță de 1 km (pantă descendentă în direcția Mâcon > Chamonix).                                                                                |                      |
| De la ieșirea 10 până la ieșirea 13; secțiune cu taxă în sistem închis, concesionată companiei ATMB.        | |                      |
| 10 - Bellegarde                                                                                             | Orașe deservite: Bellegarde-sur-Valserine, Châtillon-en-Michaille.                                                                                         |                      |
| | Viaductul Bellegarde (1040 m). |                      |
| | Trecerea din departamentul Ain în departamentul Haute-Savoie.                                                                                              |                      |
| | Viaductul Bois d'Arlod (240 m). |                      |
| 11 - Eloise                                                                                                 | Orașe deservite: Annecy, Seyssel, Frangy, Bellegarde-sur-Valserine.                                                                                        | RD1508               |
| | Tunelul Vuache (1400 m). |                      |
| | Zonă de servicii: Valleiry (în ambele sensuri). |                      |
| | Punctul de taxare Viry. |                      |
| 13 - Saint-Julien-en-Genevois                                                                               | Orașe deservite: Annecy, Cruseilles, Collonges-sous-Salève, Saint-Julien-en-Genevois.                                                                      | RD1201               |
| De la ieșirea 13 până la ieșirea 14; secțiune gratuită, concesionată companiei ATMB.                        | |                      |
| Intersecție                                                                                                 | Nod rutier între A41 și A40: Grenoble, Annecy; Lausanne, Geneva-centru, Geneva-La Praille, Aeroportul Internațional Geneva (Elveția: Vinietă obligatorie). | A41 E21 E25 E62 E712 |
| A40 E25 | |                      |
| 13.1 - Archamps                                                                                             | Oraș deservit: Archamps-Parc d'Affaires International. |                      |
| | Limitare la 110 km/h (sens Mâcon > Chamonix). |                      |
| | Zonă de odihnă: Le Téléphérique du Salève (sens Chamonix-Mâcon).                                                                                           |                      |
| Intersecție                                                                                                 | Nod rutier între A411 și A40: Geneva-Vallard, Gaillard. | A411                 |
| 14 - Annemasse                                                                                              | Oraș deservit: Annemasse. | RD1206               |
| De la ieșirea 14 până la ieșirea 15; secțiune cu taxă în sistem deschis, concesionată companiei ATMB.       | |                      |
| | Punctul de taxare Nangy. |                      |
| 15 - Vallée Verte                                                                                           | Orașe deservite: Thonon-les-Bains, Évian-les-Bains, Saint-Jeoire, Boëge.                                                                                   | RD1503               |
| De la ieșirea 15 până la A410; secțiune gratuită, concesionată companiei ATMB.                              | |                      |
| Intersecție                                                                                                 | Nod rutier între A410 și A40: Lyon, Grenoble, Annecy. | A410                 |
| De la A410 până la ieșirea 20; secțiune cu taxă în sistem deschis, concesionată companiei ATMB.             | |                      |
| 16 - Bonneville-ouest                                                                                       | Orașe deservite: Le Grand-Bornand, La Clusaz, Bonneville, La Roche-sur-Foron.                                                                              | RD1203               |
| | Zonă de servicii: Bonneville (în ambele sensuri). |                      |
| 17 - Bonneville-est                                                                                         | Oraș deservit: Bonneville. | RD1205               |
| 18 - Scionzier                                                                                              | Orașe deservite: Morzine, Avoriaz, Les Gets, Samoëns, Cluses (nod rutier parțial).                                                                         |                      |
| 19 - Cluses-centre                                                                                          | Orașe deservite: Arâches-la-Frasse-Flaine, Cluses, Centrul rutier al vămilor.                                                                              | RD1205               |
| | Punctul de taxare Cluses. |                      |
| 20 - Sallanches                                                                                             | Orașe deservite: Albertville, Megève, Sallanches. | RD1205               |
| De la ieșirea 20 până la ieșirea 22; secțiune gratuită, concesionată companiei ATMB.                        | |                      |
| | Viaductul Sallanches. |                      |
| | Zonă de odihnă: Passy (Mâcon-Chamonix). |                      |
| 21 - Passy                                                                                                  | Orașe deservite: Annecy, Geneva, Sallanches, Saint-Gervais-les-Bains, Passy, Le Fayet.                                                                     | RD339                |
| 22 - Passy                                                                                                  | Orașe deservite: Albertville, Le Fayet, Megève, Saint-Gervais-les-Bains (nod rutier parțial).                                                              | RD1205               |
| A40 E25 | |                      |
| De la ieșirea 22 până la granița cu Italia; secțiune sub formă de drum expres, gestionată de compania ATMB. | |                      |
| RN205 E25                                                                                                   | |                      |
| | Inversarea carosabilului |                      |
| | Zonă de servicii: Passy - Le Fayet / Zonă de servicii și reglare a traficului pentru vehiculele de mare tonaj și autocare (sens Mâcon-Chamonix).           |                      |
| | Viaductul Egratz (2275 m). |                      |
| 23 - Le Châtelard                                                                                           | Oraș deservit: Passy-Le Châtelard. |                      |
| | Zonă de servicii: Le Châtelard (în ambele sensuri). |                      |
| | Inversarea carosabilului |                      |
| 24 - Servoz                                                                                                 | Orașe deservite: Servoz, Cheile Diosaz. |                      |
| | Limitare la 90 km/h (sens Chamonix > Mâcon). |                      |
| 25 - Servoz-Vaudagne                                                                                        | Orașe deservite: Servoz, Les Houches-Vaudagnes, Cheile Diosaz.                                                                                             |                      |
| 26 - Les Houches-Centre                                                                                     | Orașe deservite: Les Houches, Prairion, Bellevue (nod rutier parțial).                                                                                     |                      |
| 27 - Les Houches-Chef-lieu                                                                                  | Orașe deservite: Les Houches, Prairion, Bellevue (nod rutier parțial).                                                                                     |                      |
| 27 - Les Houches-Saint-Antoine                                                                              | Oraș deservit: Les Houches (nod rutier parțial). |                      |
| | Zonă de servicii: Les Gravières (în ambele sensuri). |                      |
| 29 - Taconnaz                                                                                               | Orașe deservite: Les Houches, Taconnaz (nod rutier parțial).                                                                                               |                      |
| 30 - Les Bossons                                                                                            | Oraș deservit: Chamonix-Mont-Blanc-Les Bossons (nod rutier parțial).                                                                                       |                      |
| 30.1 | (Intrare pe drumul expres doar în direcția Chamonix) |                      |
| 31 - Chamonix                                                                                               | Oraș deservit: Chamonix-Mont-Blanc | RD1506               |
| | Începutul secțiunii cu 2x1 benzi cu taxă |                      |
| | Punctul de taxare Tunelul Mont Blanc. |                      |
| | Tunelul Mont Blanc (11,5 km). |                      |
| | Limitare la 70 km/h (în ambele sensuri). |                      |
| RN205 E25                                                                                                   | |                      |
| | Granița dintre Franța și Italia |                      |
| T1 E25 | |                      |